# Daisy von Pless
Maria Teresa Oliwia Hochberg von Pless, també Daisy Hochberg von Pless o breument Daisy von Pless (en alemany: Freiin zu Fürstenstein, en anglès: Mary Theresa Olivia Cornwallis-West, sobrenomenada Daisy o Dany; castell de Ruthin, Denbighshire (Gal·les), 28 de juny de 1873 - Wałbrzych, 29 de juny de 1943) duquessa de Pszczyna (Fürstin von Pless) i dama del castell de Pszczyna (alemany: Pless), a l'⁣Alta Silèsia, comtessa von Hochberg (Reichsgräfin von Hochberg), baronessa de Książ. Va ser una de les dones més belles de l'època eduardiana i procedia d'una família noble anglesa. Filantropa, pacifista i autora de memòries, va liderar, juntament amb el seu espòs, una gran fortuna composta per nombroses propietats immobiliàries i mines de carbó a Silèsia (actual Polònia).
Considerada per les revistes de societat victoriana com una de les dones més belles d'Europa, va revolucionar la regió amb reformes socials innovadores i fins i tot va intentar evitar la Primera Guerra Mundial. La premsa sovint li va retreure el seu estil de vida extravagant i els seus compromisos polítics, i es va fer ressò dels escàndols familiars que van marcar la seva vida.

## Genealogia
Maria Teresa Oliwia provenia d'una família aristocràtica anglesa empobrida, els Cornwallis-West. Els seus avantpassats incloïen el baró Thomas West De La Warr, de solter West, governador de la colònia nord-americana de Virgínia entre 1610 i 1611, després del qual va rebre el nom de l'estat de Delaware. Un altre De La Warr, Roger, va treure la corona del cap al derrotat rei Felip VI de França durant la batalla de Crécy el 1346, i el 1356, després de la batalla de Poitiers, va lliurar el capturat rei Joan II el Bo de França a Eduard, príncep de Gal·les, conegut com el Príncep Negre, amb les paraules: "Aquest és el dia més bonic de la meva vida!". A partir de llavors "Jour de ma vie!" va ser a l'escut de les famílies combinades de la Warr i West. A petició del futur marit de Daisy, la seva família va proporcionar una genealogia que es remuntava al rei anglès Enric III Plantagenet.
Maria Teresa Oliwia era la filla gran del segon net del comte de De La Warr, el coronel William Cornwalllis-West (nascut el 20 de març de 1835, mort el 4 de juliol de 1917), propietari del castell de Ruthin a la província de Denbighshire i la finca de Newlands, a Hampshire, anomenat Poppets, i de Mary Adelaide de soltera FitzPatrick (nascuda el 1854 i morta el 21 de juliol de 1920), coneguda com a Patsy, una famosa bellesa de la seva època. El coronel i la seva dona, a més de la filla gran Daisy, també van tenir un fill, George Frederick, anomenat Buzzie (nascut el 14 de novembre de 1874, mort l'1 d'abril de 1951) i una filla, Constance Edwina, anomenada Shelagh o Biddy.

## Infància i joventut

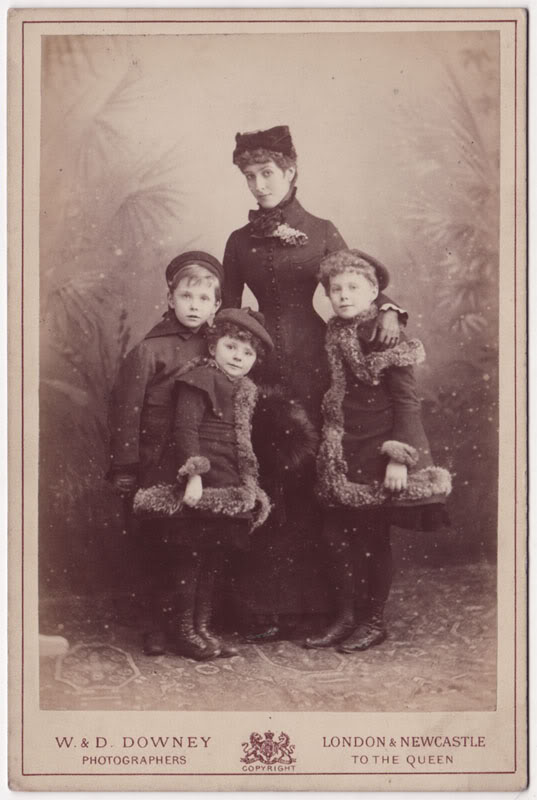
Daisy amb la seva mare i els seus germans

Daisy va passar els seus primers anys al castell de Ruthin al nord de Gal·les, a la vall de Clwyd a Denbighshire. La seva infantesa la va passar lluny de la seva mare i del seu pare. Com era costum en aquella època, els nens eren vistos com una atracció de saló per als convidats, ocasionalment. En el dia a dia, depenien exclusivament de les mainaderes. Una d’elles, la sàdica senyora Haig, va provocar en els nens, especialment en George, una situació de neurastènia i depressió.
Quan Daisy tenia tres anys, el seu pare, per problemes econòmics, va llogar el castell familiar Ruthin i va viure sis anys a Londres, a la prestigiosa adreça 49 Eaton Place. Els germans odiaven la seva casa de Londres i estaven contents de tornar a Ruthin i després traslladar-se a la finca de Newlands, heretada el 1887 per la família West. Als jardins de Newlands, Daisy va escriure poesia i va intentar escriure una novel·la anomenada "Don Juan di Bastellano". Als quinze anys, va conèixer el primer amor de la seva vida, George Cooper, a Ruthin. Era pobre i la seva mare els va prohibir que es coneguessin, però aquest sentiment va deixar una empremta duradora a la vida de la Daisy.
Com la majoria de donzelles aristocràtiques, la futura duquessa no va rebre cap educació significativa i fins i tot escrivia en anglès amb errors. Li encantava cantar. El seu primer professor de música va ser Sir Paolo Tosti, un compositor italià i mestre de cant a la cort reial de Londres. Va somiar a convertir-se en una prima donna. Al voltant dels setze anys, va fer un viatge a Florència amb els seus pares. Allà també es va decidir que la seva veu seria revisada pel director de l'òpera florentina Luigi Vannuccini. Daisy va rebre aleshores els conceptes bàsics del cant, i Vannuccini es va oferir a ensenyar-li gratis, sempre que l'estudiant aprengués italià i francès i triés una carrera de cant. Per estalviar per a les lliçons de cant, va beure aigua de l'aixeta en lloc d'aigua embotellada, cosa que va provocar la febre tifoide. Com a conseqüència, va tornar ràpidament a Anglaterra. Més tard va tornar al cant professional a París, on el seu professor va ser el famós tenor polonès, Jan Reszke (1850–1925), que va actuar durant els anys 1888–1900 a la Royal Opera House de Londres.

## Matrimoni

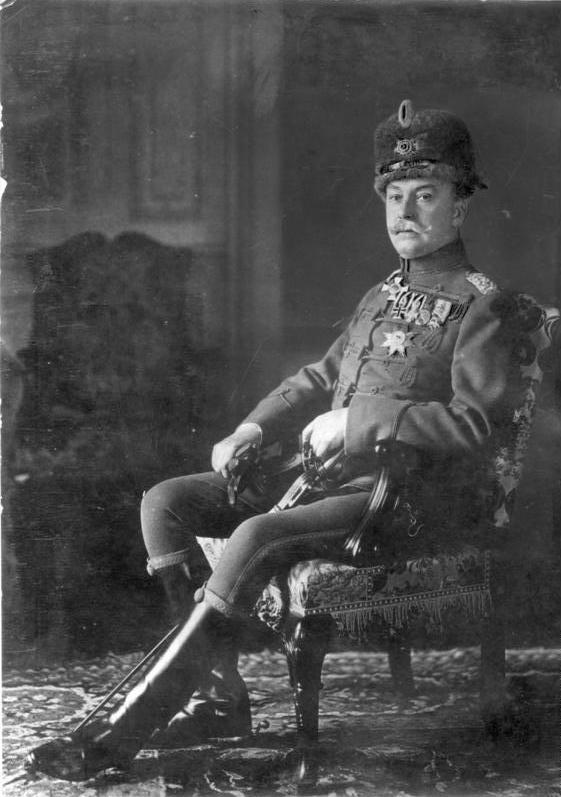
Hans Heinrich XV Hochberg von Pless (de Polònia)

El 8 de desembre de 1891, Daisy es va casar amb el príncep de Pszczyna Hans Heinrich XV Hochberg, un dels aristòcrates més rics de l'Imperi Alemany, que en aquell moment era secretari de l'ambaixada alemanya a Londres. Daisy havia conegut el príncep uns mesos abans. El compromís, que va tenir lloc a la Casa Holandesa (Holland House) de Londres durant un ball de màscares, va ser impulsat amb gran determinació per la seva mare. Anys després, Daisy va escriure: «No em vaig adonar clarament que m'havien comprat».
El casament, que es va convertir en un gran esdeveniment, es va celebrar a l'església de Santa Margarida de Londres amb la benedicció de la reina Victòria. Entre els testimonis destacava el príncep de Gal·les Albert Eduard, futur rei d'Anglaterra Eduard VII. La jove parella va passar la lluna de mel a París, ciutat que Heinrich coneixia per haver-hi servit anteriorment, i a Egipte.
Als ulls de la família Hochberg i de l'aristocràcia alemanya, Daisy no era considerada un bon partit a causa de la situació econòmica relativament modesta de la seva família. El promès fins i tot va haver de proporcionar-li l’aixovar nupcial adequat. Abans de la Primera Guerra Mundial, la família von Pless posseïa una immensa fortuna, que els permetia portar un estil de vida luxós. Els Pless eren propietaris d’un gran nombre de mines, foneries, fàbriques de ciment, maons, molins, terres agrícoles, grans boscos, magatzems comercials, hotels en balnearis, així com dels castells de Pszczyna (Pless) a l'Alta Silèsia i de Książ (Fürstenstein) a la Baixa Silèsia, a més de vil·les a la Riviera i a Berlín, i diversos petits pavellons de caça.
Després del casament, Henry va abandonar la diplomàcia, explicant-ho pel fet que el ministre alemany d'Afers Exteriors va prohibir als joves diplomàtics casar-se. El matrimoni semblava un èxit al principi, però més tard als diaris de Daisy hi ha queixes sobre la duresa i la falta de tendresa del seu marit, les seves traïcions i el fet que la va deixar sola durant llargs períodes sense correspondència. També lamenta que no hi hagi un gran amor a la seva vida, tot i que anomena repetidament al príncep "el millor marit". També es va decebre que Hans no mostrés ambicions polítiques.

## Daisy al castell de Książ

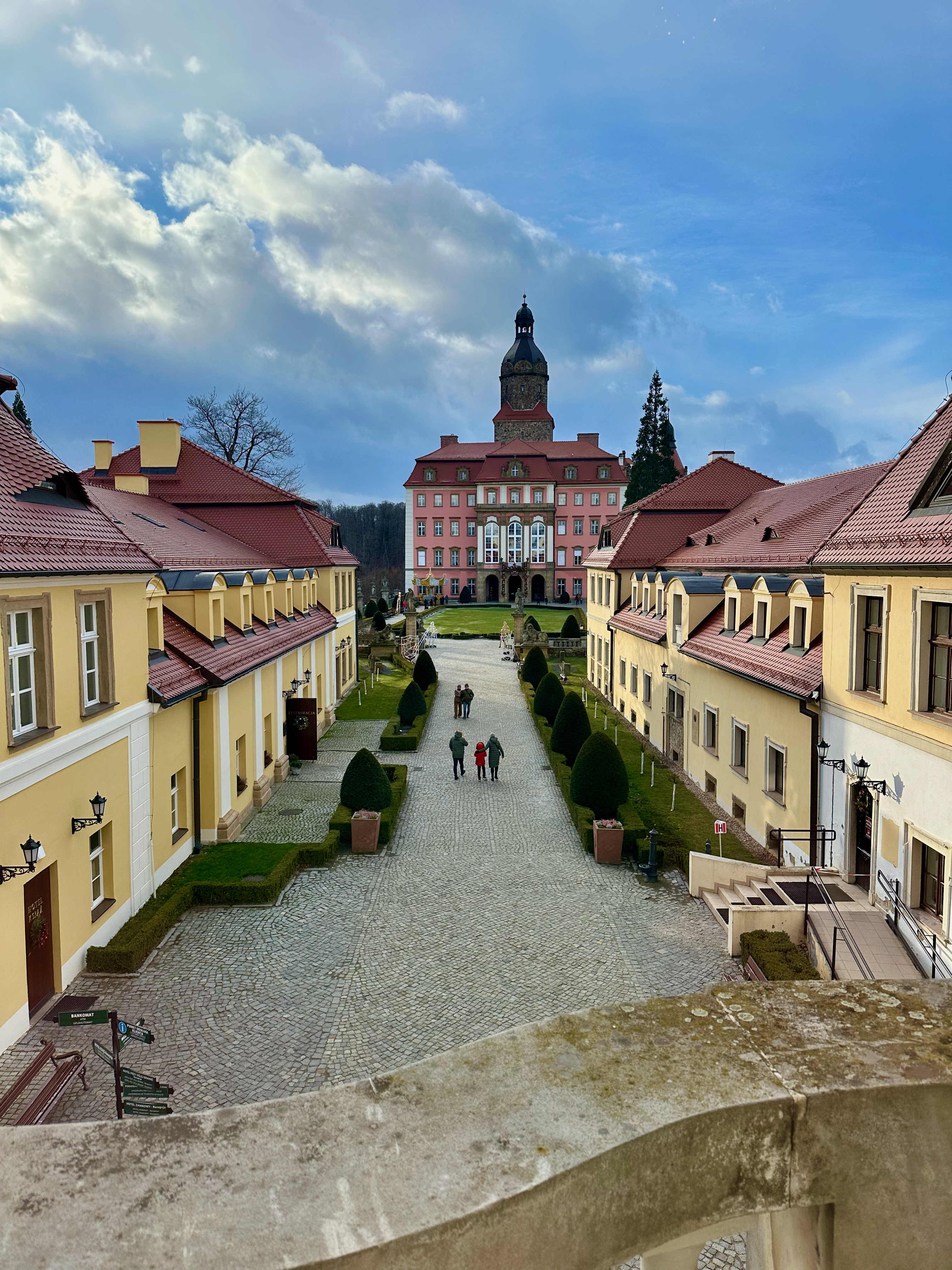
Vista general del castell de Książ

Després del casament, la jove duquessa va viure al castell de Książ, la residència del seu sogre, que preferia a Pszczyna. Daisy, inicialment encantada amb el seu paper de duquessa, aviat es va sentir turmentada per la presència constant de criats. Fins i tot el camí cap al vàter era custodiat per un majordom amb lliurea. No aguantava l'esplendor dels Hochberg, però el que més trobava a faltar era la calidesa de la seva família. A les seves memòries va escriure que va sentir això especialment durant Nadal:
| «                                                 | Els Nadals aquí no s'assemblaven gens als de casa meva a Anglaterra. Teníem boniques nadales alemanyes, però no hi havia serpentines de paper amb petites sorpreses, bengales, (...) ni pastissets amb compota de poma, panses, pell de taronja i ametlles, ni tan sols puddings de prunes. | » |
| — Daisy Hochberg von Pless, «Ball sobre un volcà» | |   |

En anys posteriors, la duquessa rebia especialitats nadalenques d'Anglaterra i, després de les recepcions oficials a Pszczyna, feia les seves pròpies al seu despatx amb la criada anglesa i el majordom anglès del seu marit. Era amistosa amb el seu entorn i, des del primer moment, es mostrava descontenta amb l'atmosfera, les condicions higièniques i l'estricta etiqueta de la cort que regnava a l'aleshores Alemanya. Va intentar portar alguns dels costums anglesos al seu palau, però no sempre va poder trencar les regles establertes aquí.
| «                                                 | Les meves idees angleses per establir instal·lacions sanitàries i d'higiene van provocar rebuig (...) | » |
| — Daisy Hochberg von Pless, «Ball sobre un volcà» | |   |

Daisy, al castell de Książ, va viure fenòmens paranormals. Un matí, va ser despertada per una figura estranya que intentava encendre el foc a la xemeneia. La figura va deixar de sobte el garbell i va fer un soroll enorme abans de desaparèixer sense encendre el foc. La duquessa, que no coneixia gaire bé l'alemany, només va poder mirar. Més tard ho va comunicar al seu marit, que va preguntar a la servitud, però ningú va admetre-ho i cap persona s'ajustava a la descripció que va donar Daisy. La situació es va repetir dues vegades més, fins que la duquessa es va traslladar a una altra habitació. Uns anys més tard, es va fer una reforma a aquesta habitació i quan es van treure les fustes del terra, es va trobar un esquelet deformat a sota. Després de ser enterrat, la figura estranya va deixar d'aparèixer.

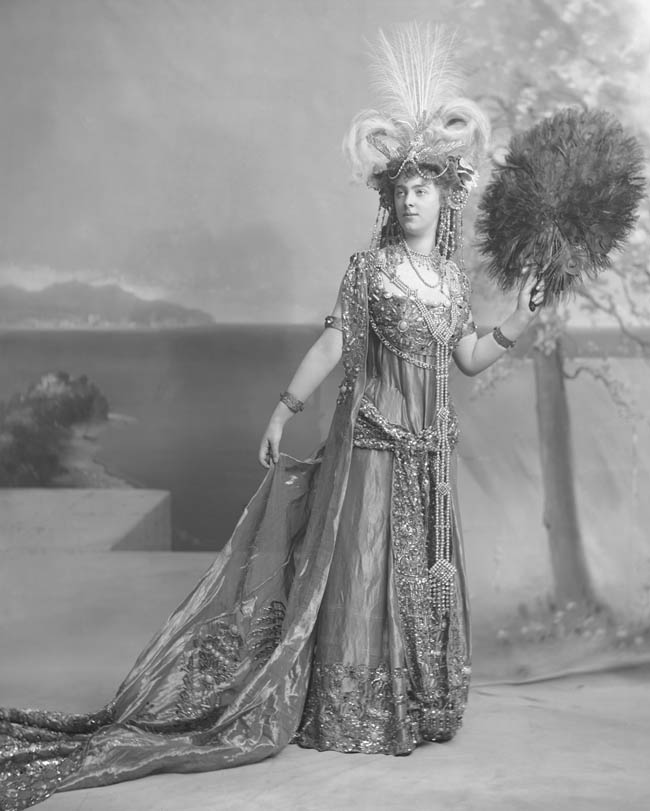
Retrat de Daisy

En ser la dama de Książ, des del primer moment de la seva estada a Alemanya, va intentar fer tot el que estava a les seves mans per fomentar l'amistat i l'entesa entre el país on va néixer i el que va viure després del seu matrimoni. Daisy va recordar als alemanys que l'emperadriu alemanya Victòria, esposa de Frederic III de Hohenzollern, era una princesa anglesa i que l'emperador era el net gran de la reina Victòria.  Al tombant de 1896 i 1897, va començar a recollir diners entre les dones angleses que vivien a Alemanya per a un regal amb motiu de l'aniversari de diamants del regnat de la reina Victòria. Finalment, la reina va rebre un braçalet amb un diamant i una maragda, i, a més, un àlbum amb les signatures de les persones que van fer el regal.
Durant el seu regnat a Książ, va visitar sovint Breslau. Estava encantada amb la ciutat, els seus edificis i la seva grandària. Va dedicar molta atenció i cor al palau de caça de Promnice, prop de Pszczyna. La seva vila preferida, "Ma Fantaisie", que va dissenyar ella mateixa, va ser construïda després de 1907 prop de Książ. En un intent d'escalfar l'ambient que envoltava el castell de Książ va portar un jardiner de la seva ciutat natal de Newlands per organitzar el jardí a l'estil anglès.
L'ambició de Daisy era convertir Książ en un lloc de trobada per a caps coronats i persones influents de tot Europa. I ho va aconseguir. A la seva residència acudien principalment joves aristòcrates alemanys i anglesos, fascinats per la llibertat que regnava a Książ, i, amb el temps, també membres de cases reials d'Alemanya, Anglaterra, Portugal, Grècia, Romania i Bulgària, representants dels Habsburg, Hohenzollern i Romanov, el virrei de les Índies i fins i tot el maharajà indi de Cooch-Behar. Entre els convidats també hi havia aristòcrates polonesos com els Potocki de Łańcut, els Lanckoroński i els Głuchowski. Daisy tenia simpatia pels polonesos i els acollia amb gust. Van ser anys de gran esplendor a Książ, amb un luxe immens, grans caceres i festes sumptuoses admirades pels convidats. La parella ducal també viatjava per Europa. Visitaven regularment Anglaterra, on solien caçar al comtat de Leicester, a l'Anglaterra central. Daisy va aprendre a muntar a cavall allà i gaudia saltant tanques.
L'any 1897, la duquessa Daisy i el seu marit van viatjar a Irlanda, on van residir a la casa de caça del virrei d'Irlanda, que aleshores era George Cadogan. El 1899, la parella va visitar Newlands i de nou Irlanda, llogant una casa a Bray, prop de Dublín. També passaven sovint la tardor al sud de França, i visitaven amics a Txèquia i Àustria. Daisy va viatjar dues vegades a Egipte i també al Sudan i a les Índies.
El juliol de 1901, el matrimoni Hochberg va viatjar amb el iot de vapor "Margareta" fins a Rússia, visitant ciutats com Sant Petersburg i Moscou. A l'agost del mateix any, Daisy va viatjar a Escòcia amb la seva germana Shelagh, el seu cunyat Bendor i els seus pares, residint al llac Loch More, a la regió de Sutherland. A principis d'octubre, va visitar el pavelló de caça de Wolfsgarten, prop de Darmstadt a Hessen, on es va trobar amb el gran duc de Hessen Ernest Lluís i la seva esposa, la duquessa Victòria Melita de Coburg.
Després de sortir de Wolfsgarten, Daisy va viatjar a Eton, Anglaterra, per assistir a curses de cavalls, i a finals d'octubre es va desplaçar a la residència Keele Hall a Keele, al comtat de Staffordshire a l'Anglaterra central, on es va trobar amb Miquel Romànov i Sofia Torby.
El desembre de 1901, la duquessa va organitzar una recepció a Pszczyna, on l'invitat més destacat va ser l'emperador Guillem II. Durant l'estada, l'emperador va abatre amb una sola bala dos bisons, un dels quals va ser dissecant i exposat al vestíbul del Castell Imperial de Poznań. A mitjans de desembre, Daisy va visitar Żmigród (l'antic Trachenberg), on es va trobar amb el duc Hermann von Hatzfeldt-Trachenberg i la duquessa Nathalie Benckendorff.

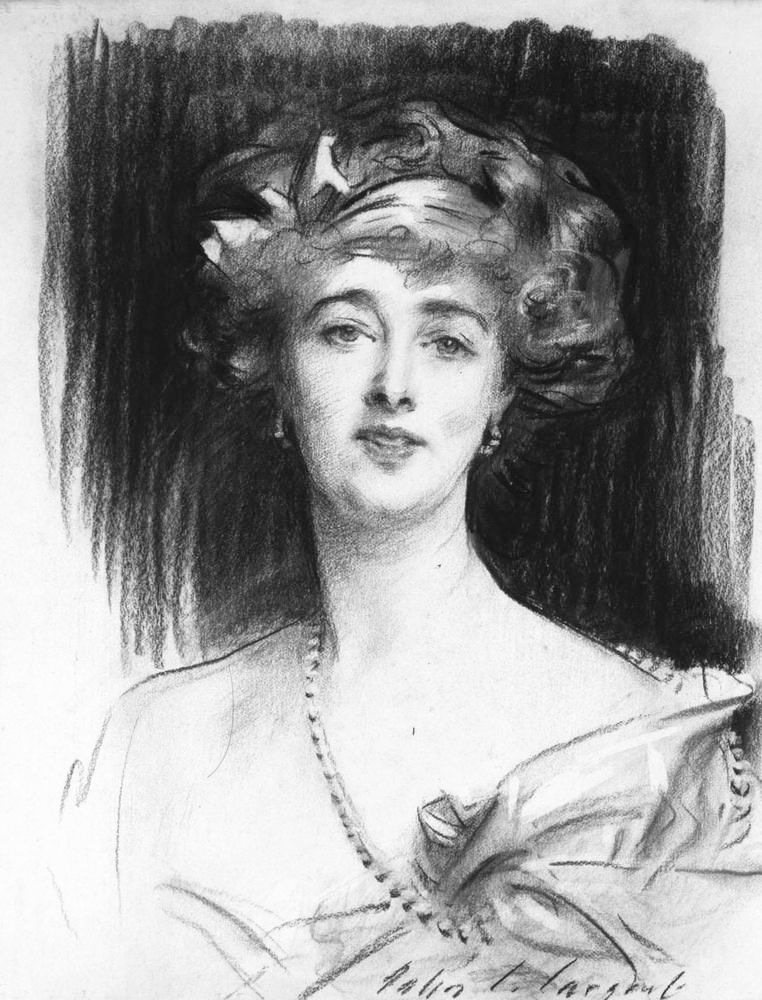
Daisy el 1913

El març de 1903, Daisy va viatjar de nou a la seva residència familiar de Newlands. A l'estiu d'aquell any, juntament amb Hans, va assistir a Irlanda al casament de Madge Broocke amb el llavors major John Sharman Fowler. El setembre de 1903, Daisy va organitzar una festa de caça a Książ, amb convidats com el comte Sternberg i la seva esposa Fanny, lord Edward Gleichen, Neil Menzies Mar, lord Lonsdale, entre d'altres.
El gener de 1905, el matrimoni Hochberg va viatjar a Londres amb la intenció que el seu següent fill nasqués a Anglaterra, i van llogar un apartament al carrer Bruton. Fins al part, que tingué lloc l'1 de febrer, Daisy va participar activament en la vida social: va anar al teatre i va visitar l'ambaixada alemanya a Londres. El fill va rebre els noms d'Aleksander Frederick George Conrad Ernest Maximilian, però era conegut com a Lexel. El bateig es va celebrar a la Capella Reial del Palau de St. James a Londres.
El 1913, Daisy va emprendre un gran viatge a Amèrica del Sud amb el seu germà George, on visità el Brasil i l'Argentina. Sempre havia somiat amb viatjar als Estats Units, un viatge que només realitzà el seu marit el 1902 amb motiu de la inauguració de la Cambra de Comerç Alemanya a Nova York.

## Maternitat

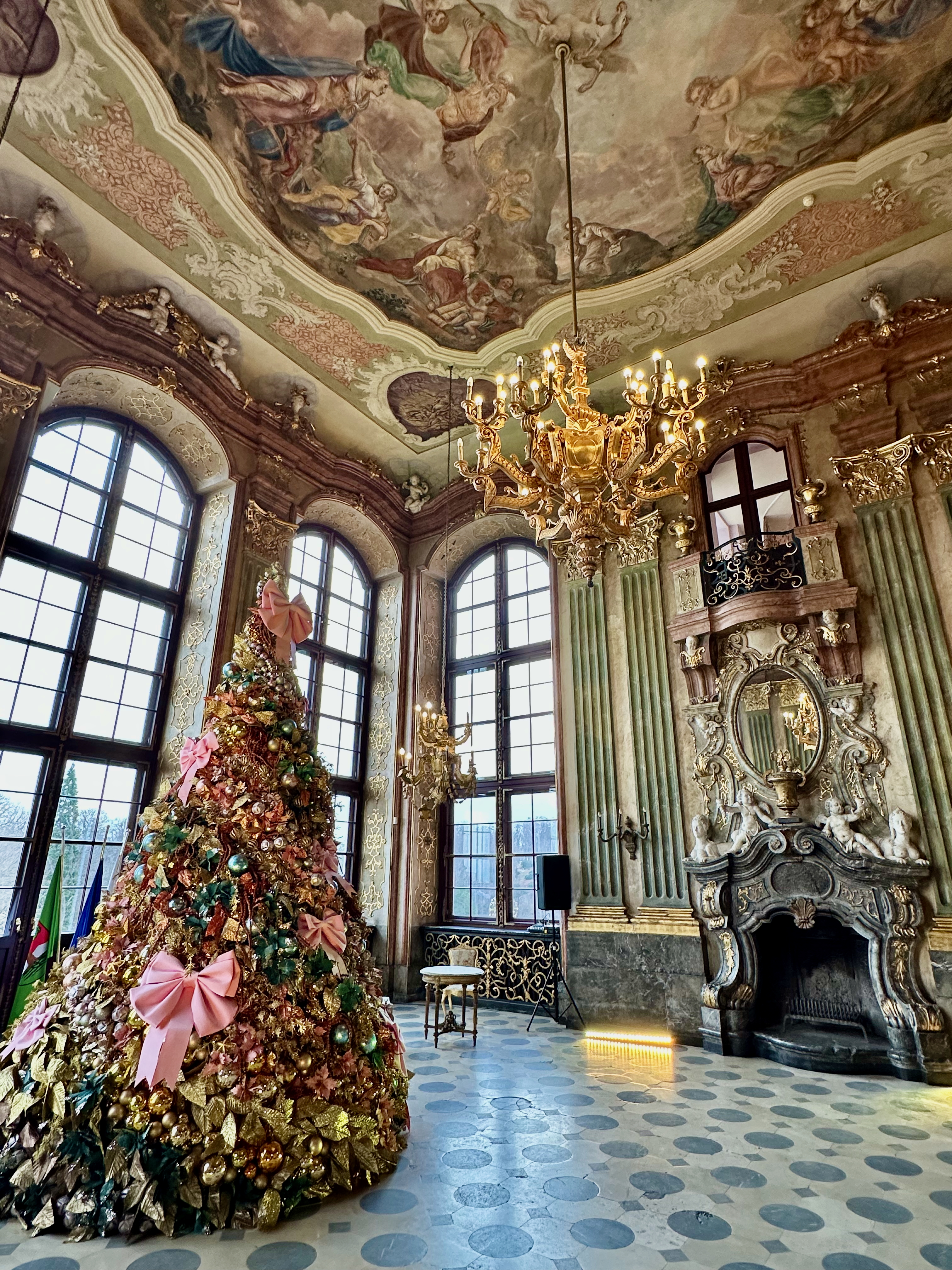
Saló Maximilià del castell de Książ

La maternitat de la princesa Daisy li va portar moments dolorosos. El 25 de febrer de 1893, durant una visita a Anglaterra, va néixer la primera filla dels Pless, que només va viure fins a l’11 de març, sense arribar a ser batejada ni rebre un nom. La nena va ser enterrada al mausoleu dels Hochberg al castell de Książ fins al maig de 1945. La parella va esperar anys per tenir un altre fill, i Daisy va consultar amb ginecòlegs d'Anglaterra i Alemanya. El 2 de febrer de 1900 va néixer a Berlín Hans Heinrich, XVII príncep de Pszczyna, conegut en família com Hansel (mort el 26 de gener de 1984). Com que el jove hereu va tenir com a padrins de baptisme l’emperador alemany Guillem II de Prússia i el príncep de Gal·les Eduard VII, també va rebre els noms de Wilhelm Albert Edward.
L'1 de febrer de 1905 va néixer Aleksander Friedrich Wilhelm, conegut com a Lexel (mort el 22 de febrer de 1984). El naixement del tercer fill, Bolko Konrad Friedrich, a la clínica de Gross-Lichterfelde prop de Berlín el 23 de setembre de 1910, va ser precedit per un empitjorament de la salut de la princesa. El part va ser molt complicat i al nen se li va diagnosticar un defecte cardíac que augurava un pronòstic greu. Tot i això, Bolko va sobreviure, però Daisy, a qui després del part se li van diagnosticar embòlies i coàguls de sang perillosos per a la seva vida, mai no va recuperar completament la salut i va començar a patir problemes cada cop més greus a les cames. Podrien haver estat els primers símptomes de l'esclerosi múltiple.
Hansel va ser educat com a hereu del tron ducal. A més de l’alemany i l’anglès, va aprendre francès i polonès. Els seus padrins de bateig van ser l’emperador Guillem II (27 de gener de 1859 – 4 de juny de 1941) i el rei Eduard VII. Malgrat les estrictes exigències de la seva educació com a hereu, Daisy, sempre que era a Książ, intentava passar almenys una hora amb ell. Això era possible gràcies a una escala especial que connectava els seus apartaments amb les habitacions dels nens. Desitjava educar els seus fills segons l’estil anglès i no sota la rigidesa prussiana. En particular, Lexel, nascut a Londres, de qui el futur rei Jordi V va ser padrí, estava destinat a convertir-se en un anglès “incurable”, tot i que a finals dels anys trenta es va presentar obertament com a polonès.
Daisy no passava gaire temps amb els seus fills, però s'esforçava perquè tinguessin a Książ una infància similar a la que ella havia viscut a Newlands. Els permetia jugar al castell amb els fills del servei.

## Activitat caritativa i reformes socials
Els fracassos en la vida personal no van tenir gaire influència en l’àmplia activitat caritativa i social de Daisy a la Baixa Silèsia i a Pszczyna. Estava encantada d'utilitzar la riquesa del seu marit per ajudar els necessitats, seguint així les passes del seu sogre, Hans Heinrich XI, conegut dins la família com a Vater (nascut el 10 de setembre de 1833, mort el 14 d’agost de 1907). Aquest era famós per crear condicions socials modernes per als seus treballadors, les quals posteriorment van ser imitades per les autoritats d’Alemanya (habitatges gratuïts, jardins familiars, escoles, guarderies, hospitals, grans magatzems, assegurances mèdiques i de jubilació).
Inicialment, Daisy organitzava concerts benèfics, en els quals participava amb entusiasme cantant ella mateixa, fet que escandalitzava els aristòcrates alemanys. En un dels concerts a Szczawno-Zdrój va recaptar 1.367 marcs. No obstant això, el rècord es va assolir a Berlín l'any 1909, amb 5.200 marcs, La princesa també va actuar en representacions teatrals benèfiques i organitzava recepcions de Nadal al castell de Książ i a Pszczyna per a milers de persones desfavorides.
Amb el temps, Daisy va ampliar la seva activitat. Després de la mort del seu sogre, va assumir la cura de l’orfenat per a fills de treballadors, un dispensari per a mares treballadores i una escola per a noies pobres a Wałbrzych. A la barriada actual de Podgórze, gràcies a ella, es va crear un centre amb una escola per a 162 nens amb discapacitats. A més d’aprendre a llegir, escriure i calcular, els alumnes també adquirien habilitats pràctiques com fer cistells o decorar porcellana, cosa que els donava l’oportunitat de guanyar-se la vida. Per finançar l’escola, la princesa fins i tot va plantejar-se editar un disc amb les seves actuacions, tot i que finalment va abandonar la idea.
A petició seva, especialistes arribats d'Anglaterra van solucionar el problema de la contaminació del riu Pełcznica, que travessava Wałbrzych, una font de nombroses epidèmies. El riu estava més contaminat per bacteris que els canals de Wrocław, i els habitants locals obtenien aigua de pous propers. Va ser un projecte enorme que va requerir molt de temps i esforç per part de Daisy. Com a resultat, entre 1907 i 1912, es van construir al municipi un sistema de clavegueram i una depuradora, i l’última epidèmia de tífus a la localitat d'Altwasser (actualment el barri Stary Zdrój de Wałbrzych) es va produir el 1911.
Treballant en la neteja del riu, Daisy va descobrir que la mortalitat infantil a Wałbrzych i els seus voltants era del 45,5%, i al Stary Zdrój arribava fins al 76%. La causa era el retorn ràpid de les mares al treball a les fàbriques i la manca de llet de vaca de qualitat adequada per als nadons. Daisy va introduir a les seves propietats el sistema francès de punts de distribució de llet pasteuritzada gratuïta per a infants, amb el suport de les esglésies protestant i catòlica locals.
Un altre llarg combat va ser la millora de les condicions de vida de les puntaires, que vivien en la misèria mentre els intermediaris es lucraven enormement amb els seus treballs. Daisy va fundar escoles gratuïtes perquè les puntaires poguessin adquirir formació professional. El 1911, va assumir la direcció de l’escola d’art del ganxet de Jelenia Góra, propietat de Margarethe Bardt i Hedwig baronessa von Dobeneck. L’escola, que va funcionar fins al 1935, ensenyava tècniques com les puntes de coixí i brodats sobre tela. Va esdevenir el centre d’una xarxa de 14 sucursals, les primeres de les quals es van establir a Szklarska Poręba i Cieplice Śląskie-Zdrój. Els productes de les alumnes, que incloïen no només noies joves sinó també dones grans, es mostraven en exposicions als balnearis de la Baixa Silèsia. L'escola acollia entre 150 i 170 estudiants.
A Jelenia Góra, Daisy va obrir una botiga de puntes que es va expandir en una xarxa comercial en estacions balneàries i localitats turístiques, i més tard a Berlín, Múnic, Hannover, Hamburg i fins i tot a Königsberg. Daisy va aconseguir posar de moda les puntes de Silèsia entre les dones de l'alta societat, inclosa l’emperadriu. Finalment, va adquirir la fàbrica de la senyora Metzner i va iniciar negociacions amb productors de puntes d’Itàlia i fins i tot de les Açores. El projecte de desenvolupament d’aquestes escoles de puntaires, que eren de facto autèntiques cooperatives socials (tots els ingressos es destinaven a les necessitats dels membres i al desenvolupament de la cooperativa), es va veure interromput pel començament de la Primera Guerra Mundial.
El gran compromís de Daisy amb les qüestions socials li va valer el suport de l'emperador i del canceller Bernhard von Bülow. Tanmateix, mentre que l’aristocràcia alemanya la criticava, el poble la venerava.

## Primera Guerra Mundial

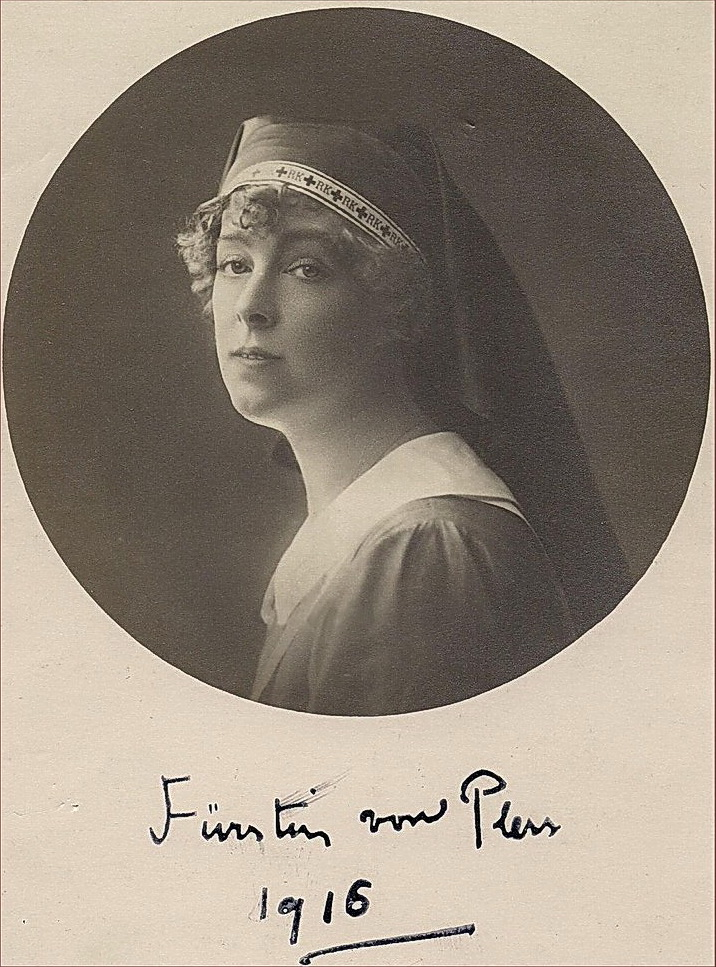
Daisy en una postal commemorativa com a infermera de la Creu Roja durant la Primera Guerra Mundial

Veient els canvis en la situació política a Europa, Daisy va intentar utilitzar tota la seva influència per evitar la guerra. Feia anys que observava la creixent hostilitat entre Anglaterra i Alemanya. Quan va intentar convèncer les dones alemanyes casades amb aristòcrates anglesos i les angleses casades amb alemanys perquè cuidessin conjuntament les tombes dels caiguts en combat, l’acció no va tenir gaire èxit, però va posar en evidència els prejudicis mutus.
Estretament relacionada amb el rei d'Anglaterra, Eduard VII, i el seu nebot, l'emperador alemany Guillem II, inicialment escoltava les seves confidències i intentava actuar com a mediadora. Quan això no funcionava, durant les maniobres imperials a Książ el 1906, va organitzar trobades entre diplomàtics anglesos i l'emperador. Entre ells hi havia Winston Churchill, a qui considerava un futur primer ministre. Va persuadir l'ambaixador alemany a Londres, Paul Wolff-Metternich (1853–1934), perquè organitzés balls on ella actuava com a ambaixadora no oficial per influir en les relacions entre Alemanya i Anglaterra.
El 1908 va donar suport al seu marit en la defensa dels polonesos amenaçats per la llei d’expropiació (les accions del príncep a favor dels polonesos li van valer la reputació de polonòfil i anys de dificultats). Els esforços de Daisy per reconciliar l'emperador alemany amb el rei d'Anglaterra van continuar fins a la mort d'aquest últim el 1910. Després, va apel·lar a l'emperador perquè aturés la cursa armamentística i, més tard, va dur a terme iniciatives diplomàtiques per a la pau amb la participació del baró Ferdinand von Stumm, sir Edward Grey, sir Edgar Speyer, el príncep Karl Max von Lichnowsky i sir Arthur Crosfield.
Malalta, Daisy sovint es trobava en un sanatori, des d'on escrivia cartes a personatges importants mentre estava al llit. Pel seu esforç, l'emperador la va condecorar amb l'Orde de l'Àguila Roja de primera classe. Malauradament, la guerra va esclatar abans que els seus intents donessin fruits.
Després de l'esclat de la Primera Guerra Mundial, el 6 d'agost de 1914, Daisy va començar a treballar com a infermera de la Creu Roja a un hospital de Tempelhof a Berlín. El setembre de 1914, va visitar un campament de presoners anglesos a Döberitz, fet que va provocar hostilitat a la premsa, que la va acusar de ser espia a favor d'Anglaterra. Paral·lelament, a Anglaterra, la seva mare va ser criticada per visitar camps de presoners alemanys. Aquest conflicte va arribar fins a l'emperador, i Daisy es va veure obligada a deixar la Creu Roja.
El 1915, va tornar al servei com a infermera, però només li van permetre treballar en trens sanitaris a Sèrbia, i des de l’abril de 1916, també en trens sanitaris al front occidental (concretament, els trens sanitaris Y i D3 als fronts serbi, francès i austríac). Més tard, va treballar en un hospital a Brčko, a Belgrad, on va ser sorpresa pel final de la guerra.
Daisy va apel·lar repetidament als governs perquè garantissin un tracte humà als presoners de guerra, fet que, juntament amb el seu origen anglès, va portar a intents de prohibir la seva tasca solidària. Durant aquest període, hospitals militars també funcionaven en propietats de la família von Pless, com el luxós Grand Hotel de Szczawno-Zdrój (avui Sanatori Balneari núm. 1), que va ser convertit en hospital per a oficials. Gràcies a Daisy, també s'hi van admetre desenes de soldats rasos. A Wałbrzych es va habilitar un altre hospital, i a Mokrzeszów un refugi per a famílies de soldats.
En reconeixement dels seus mèrits al servei de la Creu Roja, a Daisy li van oferir dirigir un hospital militar a Constanța, càrrec que no va poder ocupar a causa dels aldarulls provocats pel final de la guerra la tardor de 1918. A Belgrad, va ser condecorada amb l'Ordre de la Creu Roja de Segona Classe, un diploma signat personalment per l’arxiduc Francesc Salvador de Toscana de la família imperial austrohongaresa el 18 d’octubre de 1918.

## Daisy a la premsa
Inicialment, la premsa admirava la jove duquessa, seguint cada pas que feia. Els periodistes elogiaven la seva bellesa, les seves vestimentes i el seu casament de conte de fades amb el príncep. Aquest tracte afavoridor es va mantenir durant els anys en què Daisy decorava el Castell de Książ i els seus jardins, però es va esfumar completament pocs anys després.

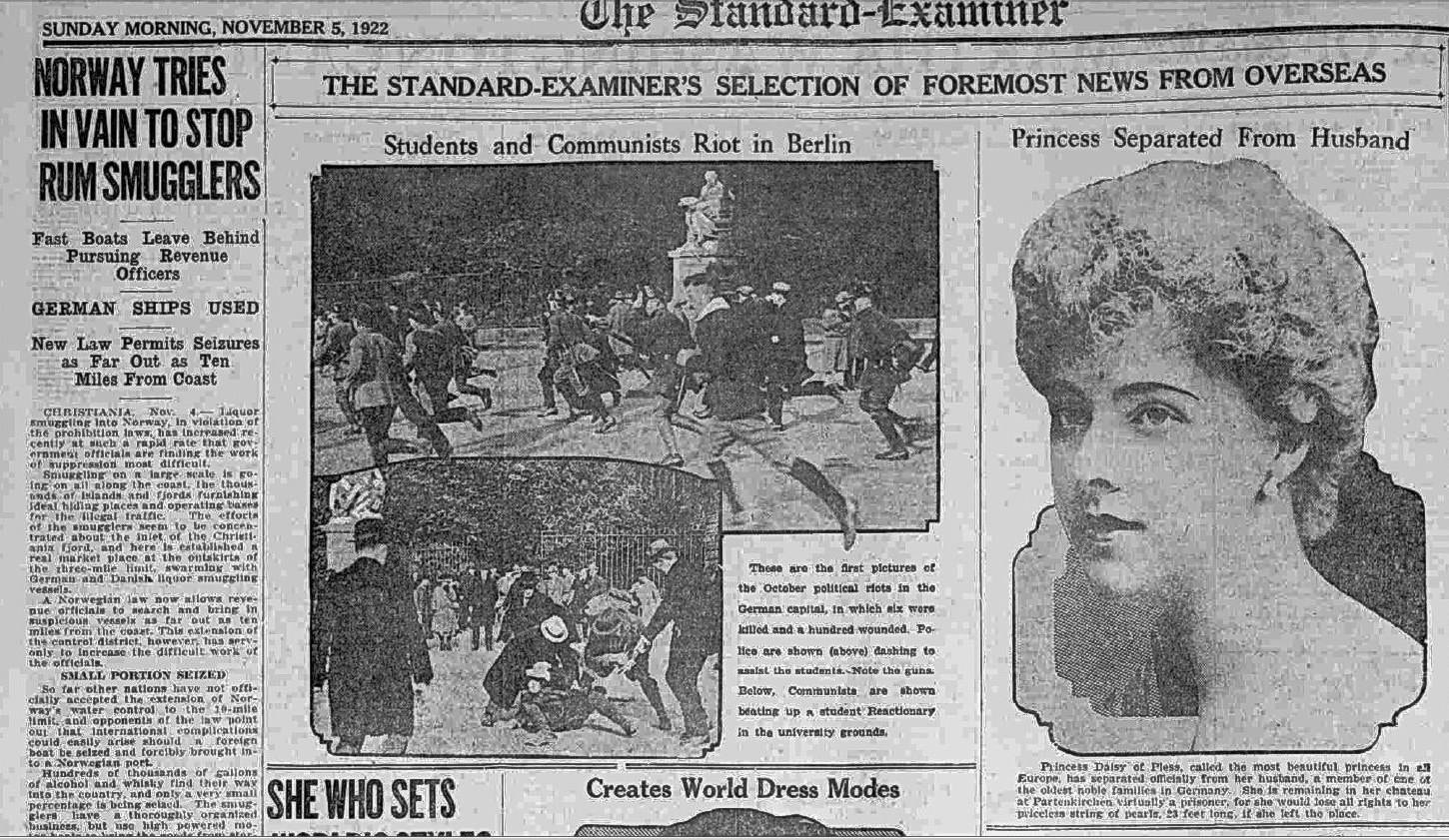
Notícia al The Standard Examiner del 5 de novembre de 1922

Durant la Primera Guerra Mundial, la premsa hostil a Daisy va intensificar les seves crítiques, fins al punt de crear històries fictícies sobre suposades activitats d’espionatge. Segons aquestes invencions, Daisy hauria enviat informació secreta sobre maniobres militars alemanyes a Anglaterra amagades al taüt del seu jardiner anglès mort, Todd, fet pel qual suposadament va ser arrestada. Una altra versió afirmava que el seu marit, després de descobrir el fet, l’hauria afusellada i posteriorment s'hauria suïcidat.
Una altra acusació sensacionalista es va centrar en la mort del gran duc Adolf Frederic VI de Mecklenburg-Strelitz el 1918. La premsa especulava que Daisy l’havia seduït per utilitzar-lo en les seves suposades intrigues d’espionatge. Aquestes històries van ser recollides també per diaris anglesos i nord-americans.
Per defensar l’honor de la seva esposa, el príncep von Pless va mobilitzar els seus advocats en processos legals llargs i costosos per contrarestar aquestes calúmnies.

## Divorci i destí de la duquessa von Pless

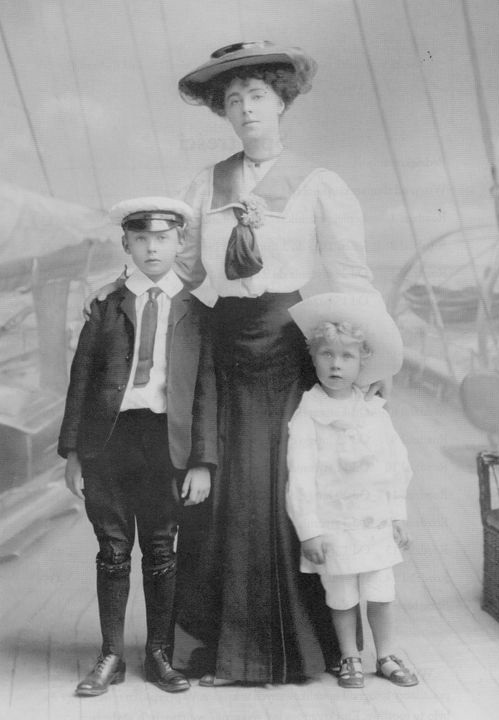
Daisy von Pless, Hans Heinrich XVII i Alexander el1909

Els anys posteriors a la guerra van ser tràgics per a Daisy: va perdre ambdós pares, a Anglaterra va ser rebutjada i la seva malaltia va continuar progressant de manera implacable (ja el 1913, en les recepcions, la duquessa feia servir un bastó daurat decorat amb turqueses que havia portat de l'Índia). El seu matrimoni es va trencar.
El primer gran conflicte entre el príncep i la seva esposa anglesa va ser el tema de l’ampliació del Castell de Książ. Després de la mort del pare de Hans (1907), ell va començar a gastar grans sumes de diners en reformes, una actitud que preocupava la seva família, mentre que Daisy es va oposar a la despesa, veient la pobresa de les terres del príncep. A més, el novembre de 1909 va llegir una carta del seu marit que revelava una relació secreta amb una dona amb qui volia casar-se. Hans Heinrich tenia amants.
La duquessa també va patir profundament el fet que el seu marit no l’esperés en tornar d’Anglaterra quan va esclatar la guerra; en lloc d’això, va enviar un telegrama per ordenar que enviessin el xofer i el cotxe a Alemanya. La guerra finalment els va separar: van passar molts anys sense veure’s gairebé, i el príncep, que col·laborava amb l’emperador a la Guàrdia General a Pszczyna, no respectava els sentiments patriòtics de la seva dona, que escrivia sobre ella mateixa: «La meva ànima és una petita Anglaterra, la qual m’agafa amb força».
El divorci es va aprovar el 4 de desembre de 1922. Es va reconèixer que el príncep era el culpable, tot i que se li va atorgar la custòdia dels fills. El príncep de 62 anys, que volia casar-se amb una jove aristòcrata austríaca, va intentar obtenir l’anul·lació del matrimoni a Roma i va exigir que Daisy confirmés que el seu pare l’havia obligat a casar-se amb ella.
Daisy va mantenir el dret al títol de duquessa, la vila “Les Marguerites” a Mandelieu-la-Napoule a la Costa Blava francesa i una residència a Múnic al carrer Ismaningerstrasse 95. El príncep tenia l’obligació de mantenir el seu acompanyant, una cosina de la duquessa anomenada Edwina (Ena) FitzPatrick (nascuda l'1 d’abril de 1893, morta el febrer de 1984), el servei, els cotxes i garantir-li una pensió adequada. No obstant això, l’enfonsament progressiu de la fortuna del príncep von Pless, així com els canvis en les circumstàncies polítiques i la devaluació del marc, van reduir significativament el seu nivell de vida. Per aquesta raó, el 1924 va decidir signar un contracte per a una publicitat de cosmètics Mercolized-Wax, que li va proporcionar prou diners perquè, durant la seva següent estada a Londres, Daisy visqués en un apartament de moda a Albert Gate Court, al barri de Kensington.
Després de l'ascensió d'Adolf Hitler al poder, Daisy, que ja no era ciutadana alemanya (el 1922 va obtenir la nacionalitat polonesa, que va mantenir fins a la seva mort,) es va veure obligada a esperar durant mesos els seus aliments, que el Ministeri de Finances li assignava des del patrimoni dels prínceps von Pless, que estava sota la tutela estatal i altament endeutat. Daisy mateixa va contreure deutes i es va veure enfrontada amb creditors i la policia. L'«Ena» que l'acompanyava, enviava cartes desesperades al mariscal de la cort del castell de Książ, i els advocats de la duquessa van lluitar contra els advocats de l'administració de Pszczyna pel pagament dels diners. Finalment, l'«Ena» va deixar a Daisy, i la seva plaça va ser ocupada per la cuidadora de la seva difunta mare, Dorothy Crowther, anomenada «Dolly» (morta el 1945). Va fracassar l'intent de gestionar les finances i la casa de la seva mare per part de l'extravagant «Lexel», que va embargar les seves joies i pells. La situació financera de la duquessa era catastròfica, quan el 1935 el seu exmarit i «Hansel» li van proposar traslladar-se al Castell de Książ, cosa que va acceptar amb alegria.
Daisy va ser fidel al seu marit, però va estimar a diversos homes. Després de l'amor juvenil per George Cooper, que va morir de tuberculosi a l'Àfrica, ja com a casada, la tardor de 1894 es va involucrar profundament en una relació corresposta amb el «petit Gordy», Gordon Wood. Va morir durant la segona guerra dels Burs a 1901, i en el seu sepulcre, Daisy va ordenar gravar les paraules: «Beneïts els nets de cor, perquè ells veuran Déu», ja que va ser «l'home més desinteressat que mai he conegut». Durant un viatge a l'Índia, mentre el seu marit caçava tigres, Daisy, sola, va flirtejar amb Narayan Bhup Bahadur, el maharajà de Cooch-Behar (1862–1911), mentre era convidada al seu palau. No obstant això, el seu amor platònic més important va ser el príncep Gottfried von Hohenlohe-Waldenburg-Schillingsfürst (nascut el 8 de novembre de 1867, mort el 7 de novembre de 1932), un agregat militar austrohongarès a Sant Petersburg, després ambaixador austríac a Berlín, conegut per ella com a «Maxl». La seva correspondència es conserva només en forma de cartes d'ell. Daisy va descriure aquesta relació com una «amistat casada». Va continuar fins després del seu casament el 1908. Es van veure per última vegada a Pszczyna el 1913, i després van mantenir contacte a través de cartes. Es van difondre rumors sobre un possible romanç de Daisy amb l'emperador Guillem II, però el que és cert és que es van admirar mútuament i es van respectar profundament. Daisy va patir molt amb l'abdicació de l'emperador.

## Memòries: èxit i escàndol
Davant la seva difícil situació financera, la duquessa va decidir publicar les seves memòries, que va començar a escriure el 1894. El 1928 es va publicar el primer volum a Londres, titulat Daisy, Princess of Pless by herself* («Daisy, princesa de Pszczyna, sobre ella mateixa»), convertint-se en un esdeveniment editorial (6 edicions en un any). L'edició alemanya apressada, sota el títol Tanz auf dem Vulkan («Ballant sobre el volcà»), va ser censurada, però tot i així va provocar un escàndol i una onada d'odi cap a l'autora. Un cop més, la premsa va atacar la duquessa von Pless, i l'aristocràcia estava indignada. Se l'acusava de ser egocèntrica, de mentir i enganyar, i se la difamava amb rumors sobre un suposat romanç amb l'emperador Guillem II. John Koch cita el periodista Seymour Leslie, que recordant les seves visites a Daisy escriu: «Els lectors contemporanis, plens d'indignació, simplement ignoraven les parts realment interessants i històricament significatives. Va ser, de fet, una altra tragèdia per a la duquessa, la qual va perdre respecte i reconeixement».
La publicació de les memòries va profunditzar el seu aïllament, però els drets d'autor van millorar la seva situació financera de manera temporal. El 1931 es va publicar el segon volum en anglès, From My Private Diary («Des del meu diari privat»), amb l'edició novaiorquina sota el títol Better Left Unsaid («Millor no dir-ho»). Els dos volums es van completar amb What I Left Unsaid («El que vaig deixar de dir», 1936).
Les memòries de Daisy van ser tan populars que a la dècada de 1930 van inspirar una paròdia del gènere escrita peHo entenc, et demano disculpes per l'error. Aquí tens el text corregit:

## Retorn a Książ, malaltia i mort
A la primavera de 1935, Daisy va tornar a Książ, on es va allotjar en un petit apartament a l'ala de l'edifici de la porta. Només tenia amb ella a Dolly, però estava envoltada pel respecte dels antics treballadors del castell, que feia uns anys que només visitaven esporàdicament la família von Pless i obria les portes als turistes. Des de mitjans de la dècada de 1920, la duquessa ja no podia moure’s sense una cadira de rodes. Durant els seus passejos pel parc, l'acompanyaven nens locals, i les mares portaven a Dolly pastissos i conserves. El 22 de juny de 1935, Daisy va patir un greu atac al cor. Els problemes de cor li van impedir assistir al funeral del seu fill petit Bolko, que havia mort prematurament el 1936.
L'octubre de 1937, el seu exmarit va decidir portar Daisy a Pszczyna ja dins de Polònia (on vivia des de 1936 amb Lexel després d'arribar a un acord amb Polònia) i va enviar Ena FitzPatrick amb tres cotxes per recollir-la. Quan la va rebre, la duquessa va quedar encantada, però al matí Ena va rebre una nota en què, en alemany, es deia que la seva cosina havia canviat d'opinió i es quedava a Książ. La casa estava envoltada per membres de les SS. Això va ser probablement degut a una conversa telefònica interceptada per la gestapo entre Dolly i Londres. És possible que els nazis volguessin retenir l'exdona del príncep von Pless com a ostatge, a causa de la seva vinculació amb Polònia, els enormes deutes a Alemanya i la ruptura, després de la mort de Bolko, de tots els vincles amb l'Estat Hitlerià. Daisy no va poder assistir al funeral del seu exmarit el gener de 1938 per la seva mala salut, però va enviar una corona de flors.
Durant la Segona Guerra Mundial, la duquessa intentava ajudar els presoners del camp de concentració de Gross-Rosen, situat prop de Wałbrzych, enviant-los paquets amb aliments. Això es confirma a través dels testimonis de Cezary Baruch de Varsòvia, Zygmunt Trela de Poznań i Piotr Marc de Wałbrzych.
La raó per la qual Daisy va ser desallotjada de la seva casa a Książ podria haver estat l'hostilitat dels nazis o fins i tot una ordre directa de Hitler, però també hi ha indicis que el seu trasllat fou per decisió de Hansel, qui va creure que la seva mare tindria unes millors condicions de vida a Wałbrzych. A la primavera de 1941, Daisy va traslladar-se a una vila situada a la Friedlandstrasse (ara St. Moniuszki) 43, dins del complex palatí de la família Czettritz a Wałbrzych (aleshores coneguda pel seu nom alemany, Waldenburg). Dolly va quedar fidelment al seu costat, tot i que, com a anglesa, havia de presentar-se cada dia davant la gestapo. A causa de les contínues negligències per part de l'Administració de Pszczyna, Dolly va haver de visitar les granges properes a la recerca de menjar. Les seves tasques es van fer cada cop més dures, ja que en els darrers mesos de vida de Daisy, va quedar completament paralítica. Es movia en cadira de rodes i patia esclerosi múltiple.
El 23 de juny de 1943, Daisy de Pless va celebrar el seu 70è aniversari amb una copa de xampany, mentre una banda de miners interpretava animats himnes britànics. Va morir l'endemà, el 29 de juny de 1943 a les 19:30. Curiosament, en un annex al seu testament, escrit el desembre de 1915, va indicar que els seus amics haurien d'estar d'humor alegre per al seu enterrament, ja que coincidiria amb el seu aniversari, i els nens haurien de divertir-se i arrencar flors del parc. L'acta de defunció de la duquessa es conserva a l'Arxiu de Pszczyna, i una còpia es troba a l'arxiu de l'església evangèlica-luterana de Wałbrzych. Es trobava entre els documents d'una antiga parròquia evangèlica de Szczawienko, a la qual pertanyia la duquessa. En el document es menciona que la causa de la seva mort va ser una aturada cardíaca. El seu enterrament, el 3 de juliol, va reunir centenars de persones, tot i la prohibició de les autoritats, que recordaven la duquessa.

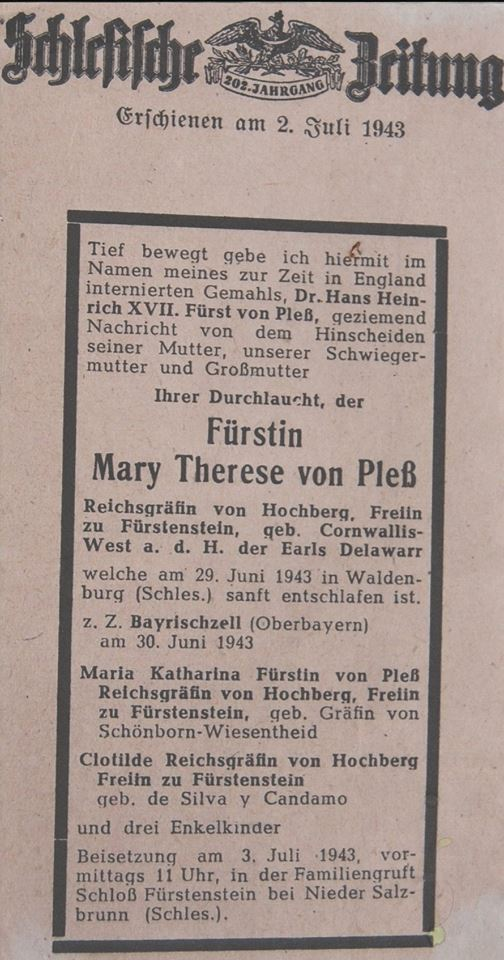
Necrològica de la duquessa Daisy publicada al Schlesische Zeitung el 2 de juliol de 1943

Segons el relat de la filla del responsable dels cavalls de la família Hochberg, Edward Wawrzyczka, Doris Stempowska, inicialment Daisy va ser enterrada al mausoleu familiar situat al parc del castell de Książ. L'any 1945, els soldats de l'Exèrcit Roig que ocupaven el castell van saquejar el mausoleu; tot i els esforços per amagar la tomba, la caixa de fusta de Daisy va ser trencada i saquejada. Es diu que, després d'aquest incident, el servei va decidir traslladar les restes de la duquessa primer al parc del mausoleu, i després al cementiri evangèlic de la parròquia de Szczawienko (Nieder Salzbrunn) – “seguint el camí recte des de l'entrada principal, el segon camí a l'esquerra, al tercer mausoleu”. Als anys 70 i 80 del segle xx, el cementiri va compartir el destí de molts altres cementiris alemanys de Baixa Silesia: va ser arrasat i només es van traslladar algunes restes. Avui en dia, a la zona on estava ubicat el cementiri hi passa una ampla carretera i hi ha un conjunt de cases unifamiliars.

## La figura de Daisy a la cultura popular
La llegenda sobre l'origen del collar de perles de diversos metres de Daisy, segons la qual l’extracció de les perles durant una expedició a Àfrica hauria acabat amb la mort d’un jove bussejador i una maledicció sobre les joies, probablement va ser creada per Andrzej Konieczny a la seva publicació Sekrety Białej Damy de la sèrie divulgativa Śląskie Epizody Historyczne (1989). Aquesta obra era, de fet, una novel·la de suspens que utilitzava lliurement la biografia de Daisy von Pless. Aquesta llegenda va ser posteriorment recollida com a verídica per altres autors i, amb el temps, s'ha convertit en una part inseparable de les històries sobre la duquessa.
Daisy és coneguda pel públic polonès com a protagonista de dues produccions de Filip Bajon: la pel·lícula de llargmetratge Magnat (1986) i la sèrie de televisió Biała wizytówka (1986). En aquestes obres, el seu paper va ser interpretat per Maria Gładkowska, qui va rebre el Premi Zbigniew Cybulski per la seva actuació. No obstant això, el personatge representa només parcialment el model històric real, i el cognom von Pless va ser substituït per von Teuss. La pel·lícula fa referència a la història de la família entre els anys 1900 i 1938.
També es va produir un documental dedicat a la duquessa, titulat Daisy. Wspomnienie minionego świata, realitzat per TVP Wrocław i l'Ośrodek Kultury i Sztuki we Wrocławiu el 2011, dins la sèrie Dolny Śląsk pełen historii.
La novel·la Pan Samochodzik i perły księżnej Daisy de Iga Karst (2005) és el 76è volum de la coneguda sèrie. L'acció es desenvolupa al castell de Książ i a Pszczyna, on el famós detectiu i dos joves familiars segueixen la pista d’un lladre de joies que viola criptes locals en la recerca de les llegendàries perles de Daisy.
El collaret també apareix a la novel·la Ciemno, prawie noc de Joanna Bator (2012). A la família de l'heroïna principal, Alicja Tabor, el seu pare tenia una obsessió amb Daisy i les seves perles, i la seva germana, també admiradora de la duquessa, es va suïcidar.
El collaret també va inspirar l'autora nord-americana Alexandra Taylor-Daye a escriure la novel·la String of Pearls, publicada el 2006 per Publishamerica. En aquesta història, la protagonista, Julie, una jove de 21 anys, compra en un antiquari el llegendari collaret de Daisy, descobreix el seu passat, llegeix els seus diaris i, obsessionada amb la figura de la duquessa, emprèn un viatge a Anglaterra i Polònia.
Un gran èxit local va ser la interpretació de Daisy a l'obra Miasto duchów del Teatre Dramàtic Jerzy Szaniawski de Wałbrzych. El paper el va interpretar l'actriu nord-americana Davina Reeves.
La premsa va establir ràpidament analogies entre la duquessa Daisy i la princesa Diana Spencer, esposa de Carles, príncep de Gal·les, hereu al tron anglès. Aquestes comparacions van ser destacades per autors com Jakub Szczepański i Artur Szalkowski.
Alguns autors, com Jakub Szczepański i Anna Krygier, també van comparar Daisy amb l'emperadriu Elisabet de Baviera (Sissi).

## El renaixement de Daisy

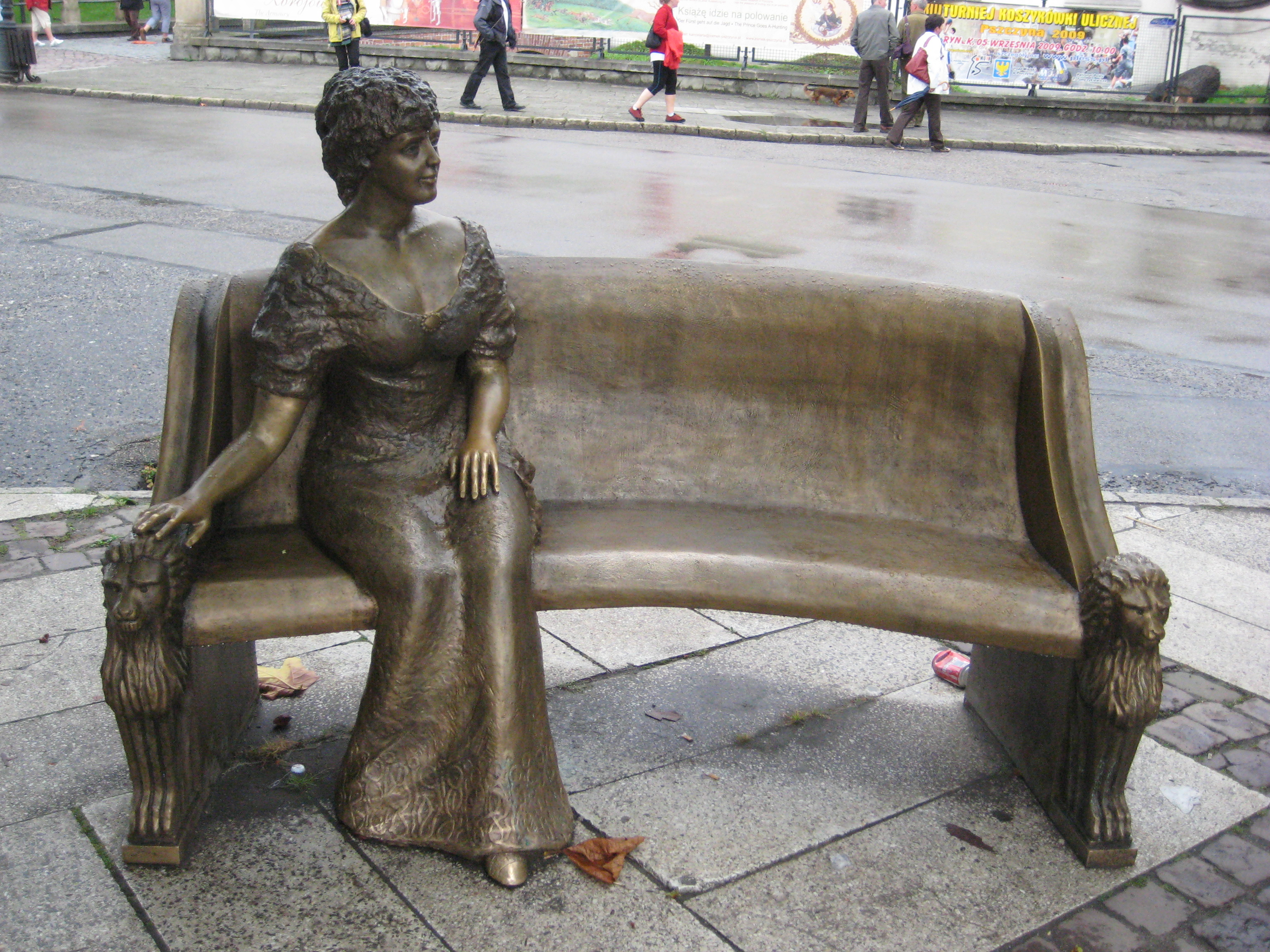
Banc de la Princesa Daisy a Pszczyna

Durant dècades, a causa de l'origen de Daisy, ni les autoritats alemanyes ni, encara menys, les poloneses es van interessar per la seva història ni pel destí de les seves restes. No obstant això, després dels canvis a Polònia el 1989, la memòria de la bella duquessa va començar a reviure, especialment entre les comunitats de Wałbrzych i Pszczyna, també amb finalitats promocionals i d'imatge.
Des del 2004, al castell de Książ se celebra anualment el Festival Internacional de Música de Cambra Ensemble dedicat a la duquessa Daisy. Al desembre del 2007, va ser honorada amb un obelisc de granit i un alt relleu davant de la seu de l'Acadèmia de Ciències Aplicades Angelus Silesius a Wałbrzych. A més, al mercat de Pszczyna es va inaugurar un banc commemoratiu dedicat a Daisy.
Amb motiu del 140è aniversari del seu naixement, al juny de 2013 es va inaugurar al castell de Pszczyna una exposició temporal titulada Les joies de la duquessa Daisy. A Pszczyna, se celebren anualment els Daisy Days. A Wałbrzych, gràcies a la Fundació Księżnej Daisy von Pless, establerta el 2012, es commemora anualment l'aniversari de Daisy amb reconstruccions històriques, jocs urbans, concerts i altres esdeveniments.
L'any 2013, el Consell Regional de la Baixa Silèsia va declarar l'Any de la Duquessa Daisy von Pless. Aquest any commemoratiu va començar al castell de Książ amb l'exposició Les cartes de Daisy tornen a Wałbrzych: salvem junts la història, on es van presentar cartes manuscrites de Daisy i altres monarques europeus, com el rei Eduard VII del Regne Unit i el rei Alfons XIII d'Espanya, adquirides per la Fundació Księżnej Daisy von Pless.
El 2014, Wałbrzych i Pszczyna es van convertir en ciutats agermanades, i entre Wrocław i Wałbrzych va començar a operar un tren estiuenc de les Ferrocarrils de la Baixa Silèsia anomenat "Daisy". Al juny de 2015, Bolko VI von Pless, net de Daisy i Hans Heinrich XV, va ser nomenat ciutadà honorífic de Wałbrzych.
L'interès per Daisy també ha ressorgit en altres països europeus. Això queda reflectit en l'exposició Daisy, Duquessa von Pless: Els anys feliços, presentada el 2009 a Txèquia, Àustria, Alemanya i el Regne Unit.

## Commemoració
El 1911, el jardiner de Trèveris Peter Lambert va donar el nom de Fürstin von Pless a una nova varietat de rosa.
El Llac Verd, situat als voltants de Świdnica, és conegut col·loquialment com el Llac Daisy (Jeziorko Daisy), nom que també s'ha inclòs en la denominació del reserva natural establerta el 1998. A més, un braquiòpode trobat en els calcaris del Devonià superior exposats en aquesta zona va rebre el nom en honor a la duquessa: *Spinatrypa mariaetheresiae*
El 26 d'octubre de 2022 es van celebrar eleccions per triar el patró del Complex Escolar i de Preescolar núm. 5 de Wałbrzych. La comunitat educativa va votar entre diversos candidats, i la guanyadora va ser la Duquessa Daisy. Els altres candidats, el Papa Joan Pau II i la germana Faustyna Kowalska, van ser derrotats, fet que va generar indignació entre els cercles conservadors.

## Anècdotes
Segons els diaris de Daisy, el seu germà va néixer prematurament després que la seva mare perseguís frenèticament un jardiner amb una mànega de jardí a la mà.. L'àvia Olivia el va salvar donant-li unes gotes de brandi. Una de les diversions preferides de la seva mare, Patsy, era lliscar per les escales de la residència de Ruthin sobre una safata de plata, una activitat que fascinava els seus fills i que intentaven imitar.
Daisy, que va heretar l'excentricitat de la seva mare i la seva àvia, una vegada va assistir a un dinar familiar al palau de Pszczyna vestida amb un vestit fet de sacs de civada. El dinar es va desenvolupar en un silenci glacial fins que el seu pare, Vater, va comentar que sentia una olor d'estable. Daisy va respondre que era possible, ja que els sacs eren "de marca", provinents de les seves pròpies quadres.
Una altra anècdota de Daisy està relacionada amb la seva roba durant una representació teatral casolana titulada Próba pantomimy a Alloa House. Mentre entrava a l'escenari, va ensopegar amb alguna cosa que va pensar que era un cable i no hi va donar importància. Després de l'obra, la seva companya Muriel Wilson li va tornar una peça de roba interior que s'havia deixat, dient: "Estimada meva, quin desastre!". Daisy va escriure en el seu diari que no sabia com havia pogut perdre-la sense adonar-se'n, probablement perquè, quan actuava, oblidava tot el que l'envoltava.
Una vegada, Daisy va perdre unes sabates, fet que va comprometre la reputació del seu amic, l'ambaixador alemany Paul von Wolf-Metternich, un vell solter respectable. Quan s'allotjava a l'ambaixada, solien esmorzar junts de manera informal. En una ocasió, va aparèixer inesperadament un ministre britànic i Daisy, espantada, va fugir deixant les sabates sota la taula.
Daisy no seguia les ordres del seu marit, que li prohibia parlar amb els servents fora de les qüestions estrictament necessàries, ja que això era considerat "absolut nicht fürstlich" (absolutament poc pròpi d'una duquessa). Tanmateix, gaudia d'intercanviar cavalls amb els palafreners per muntar amb sella d'home i galopar lliurement. També esmenta en els seus escrits una cacera on, amb una sella masculina, preferia mantenir-se al marge amb la seva germana, asseguda de manera tradicional quan algú s'acostava.
Lady Susan Townley, en les seves memòries, descriu una escena on Daisy va buidar un gerro d’aigua des del balcó pensant que ruixava un dels seus admiradors, però el destinatari va resultar ser un noble alemany respectable que havia recorregut més de 20 milles per visitar-la. L'incident el va enfurir enormement. Lady Susan també relata l’actitud despreocupada de Daisy envers els seus pretendents: un jove que va grimpar a un castanyer per collir-li un fruit i es va estripar la roba, va ser enviat per Daisy als estables amb la burla de tractar-lo com si fos un ase.

## Biografies
Borkovy, Barbara. Sisters: Princess Daisy of Pless and Shelagh Duchess of Westminster (en anglès).  Fundacja Ksieznej Daisy von Pless. ISBN 978-8394176341.